# لوتشيانو فافيرو
لوتشيانو فافيرو (بالإيطالية: Luciano Favero)‏ هو لاعب كرة قدم إيطالي في مركز الدفاع، ولد في 11 أكتوبر 1957 في Santa Maria di Sala ‏ في إيطاليا. لعب مع نادي أفيلينو ونادي ريميني ونادي ساليرنيتانا ونادي فاريسي ونادي مسينا وهيلاس فيرونا ويوفنتوس.

## وصلات خارجية
- لوتشيانو فافيرو على موقع الاتحاد الأوربي (الإنجليزية)
- لوتشيانو فافيرو على موقع قاعدة بيانات كرة القدم.إي يو (الإنجليزية)
- لوتشيانو فافيرو على موقع عالم كرة القدم.نت (الإنجليزية)